# Nördlingen–Gunzenhausen-vasútvonal
A Nördlingen–Gunzenhausen-vasútvonal egy normál nyomtávolságú, nem villamosított vasútvonal Németországban Nördlingen és Gunzenhausen között. A vonal hossza 39,6 km, legnagyobb engedélyezett sebesség 80 km/h. 1849-ben nyílt meg.